# Marià (poeta)
Marià (en llatí Marianus, en grec Μαριανός) fou un poeta grec fill de Mars (Marsus) un conegut advocat establert a Eleuteròpolis a Palestina.
Va florir en el regnat d'Anastasi I Dicor i va escriure paràfrasis (μεταφράσεις) en vers iàmbic de diversos autors grecs especialment Teòcrit de Siracusa, l'Argonautica d'Apol·loni Rodi, epigrames de Cal·límac, Àrat, la Theriaca de Nicandre i altres.
L'esmenten l'enciclopèdia Suides i Evagri d'Epifania. A l'Antologia grega hi ha cinc epigrames que probablement li corresponen sota el nom de Marià Escolàstic.